# Подпролог
Подпролог (до 1991. године Потпролог) је насељено место у саставу града Вргорца, Сплитско-далматинска жупанија, Република Хрватска.

## Историја
До територијалне реорганизације у Хрватској налазио се у саставу старе општине Вргорац.

## Становништво
На попису становништва 2011. године, Подпролог је имао 355 становника.
| Број становника по пописима | Број становника по пописима | Број становника по пописима | Број становника по пописима | Број становника по пописима | Број становника по пописима | Број становника по пописима | Број становника по пописима | Број становника по пописима | Број становника по пописима | Број становника по пописима | Број становника по пописима | Број становника по пописима | Број становника по пописима | Број становника по пописима | Број становника по пописима |
| --------------------------- | --------------------------- | --------------------------- | --------------------------- | --------------------------- | --------------------------- | --------------------------- | --------------------------- | --------------------------- | --------------------------- | --------------------------- | --------------------------- | --------------------------- | --------------------------- | --------------------------- | --------------------------- |
| 1857                        | 1869                        | 1880                        | 1890                        | 1900                        | 1910                        | 1921                        | 1931                        | 1948                        | 1953                        | 1961                        | 1971                        | 1981                        | 1991                        | 2001                        | 2011                        |
| 211                         | 0                           | 227                         | 274                         | 316                         | 357                         | 350                         | 359                         | 349                         | 380                         | 376                         | 374                         | 352                         | 325                         | 419                         | 355                         |

Напомена: До 1991. исказивано под именом Потпролог. У 1869. подаци су садржани у насељу Дусина.

### Попис1991.
На попису становништва 1991. године, насељено место Потпролог је имало 325 становника, следећег националног састава:
| Попис 1991.‍ | Попис 1991.‍ | Попис 1991.‍ | Попис 1991.‍ | Попис 1991.‍ |
| ----------- | ----------- | ----------- | ----------- | ----------- |
|             |             |             |             |             |
| Хрвати      | Хрвати      |             | 323         | 99,38%      |
| Словенци    | Словенци    |             | 1           | 0,30%       |
| непознато   | непознато   |             | 1           | 0,30%       |
| укупно: 325 |             |             |             |             |